# Grace Anigbata
Grace Chinonyelum Anigbata est une athlète nigériane, spécialiste du triple saut, née le 16 septembre 1998.

## Biographie
En 2016, Grace Anigbata devient championne du Nigeria de saut en hauteur à 18 ans, avec un saut à 1,70 m.
En 2018, elle remporte le triple-saut des championnats d'Afrique à Asaba.

## Palmarès
| Date | Compétition            | Lieu  | Résultat | Épreuve     | Marque  |
| ---- | ---------------------- | ----- | -------- | ----------- | ------- |
| 2018 | Championnats d'Afrique | Asaba | 1re      | Triple saut | 14,02 m |
| 2019 | Jeux africains         | Rabat | 1re      | Triple saut | 13,75 m |